# Gísli Oddsson
Gísli Oddsson (* 1593; † 2. Juli 1638) war ein evangelischer Bischof von Skálholt im Süden von Island.
Er versah sein Amt von 1632 bis zu seinem Todestag.

## Familie und Ausbildung
Sein Vater war Oddur Einarsson, gleichzeitig sein Vorgänger im Amte.
Gísli Oddson besuchte die Schule in Skálholt. Anschließend reiste er isländischen Gebräuchen folgend 1613 nach Kopenhagen, um dort weiter zu studieren.
Im Jahre 1616 wurde er Priester in Skálholt und 1621 Rektor der dortigen Schule.
1629 wurde er förmlich zum persönlichen Mitarbeiter seines Vaters ernannt, nach dessen Tode  zum Propst (Statthalter des Bischofsstuhls).
1632 wählte ihn das Parlament Althing zum neuen Bischof von Skálholt.
Im Jahre 1622 heiratete er Guðrún Björnsdóttir. Die Ehe blieb kinderlos.

## Islandsbuch
Wie sein Vater verfasste auch Gísli Oddsson auf Latein eine Abhandlung über sein Vaterland. Das Werk trug den Titel De mirabilibus Islandiæ (dt. Über die Wunder Islands). In diesem Werk vermischt sich der beginnende Empirismus mit dem Volks(aber)glauben der Isländer seiner Epoche.